# マウロ・フォルミカ
マウロ・アベル・フォルミカ（Mauro Abel Formica, 1988年4月4日 - ）は、アルゼンチン・ロサリオ出身の元同国代表サッカー選手。現役時代のポジションはMF。

## 経歴
2006年からアルゼンチンのニューウェルズ・オールドボーイズに所属し、9月29日にデビューした。2011年1月31日、イングランドのブラックバーン・ローヴァーズFCに400万ユーロで移籍した。2015年7月14日、リーガMXのクルス・アスルよりニューウェルズに期限付き移籍の形で復帰した。クルス・アスルとの契約が満了する翌年7月からは2年間の契約で完全移籍する。
2017-18シーズンよりUNAMプーマスに加入し、再びメキシコでプレーすることとなった。
2023年6月18日、現役引退を表明した。

## タイトル
クルス・アスル
- CONCACAFチャンピオンズリーグ : 2013-14